# Diócesis de Annecy
La diócesis de Annecy (en latín: Dioecesis Anneciensis y en francés: Diocèse d'Annecy) es una circunscripción eclesiástica de la Iglesia católica en Francia y en Suiza. Se trata de una diócesis latina, sufragánea de la arquidiócesis de Lyon. Desde el 27 de junio de 2022 su obispo es Yves Le Saux, de la Comunidad de Emmanuel.

## Territorio y organización

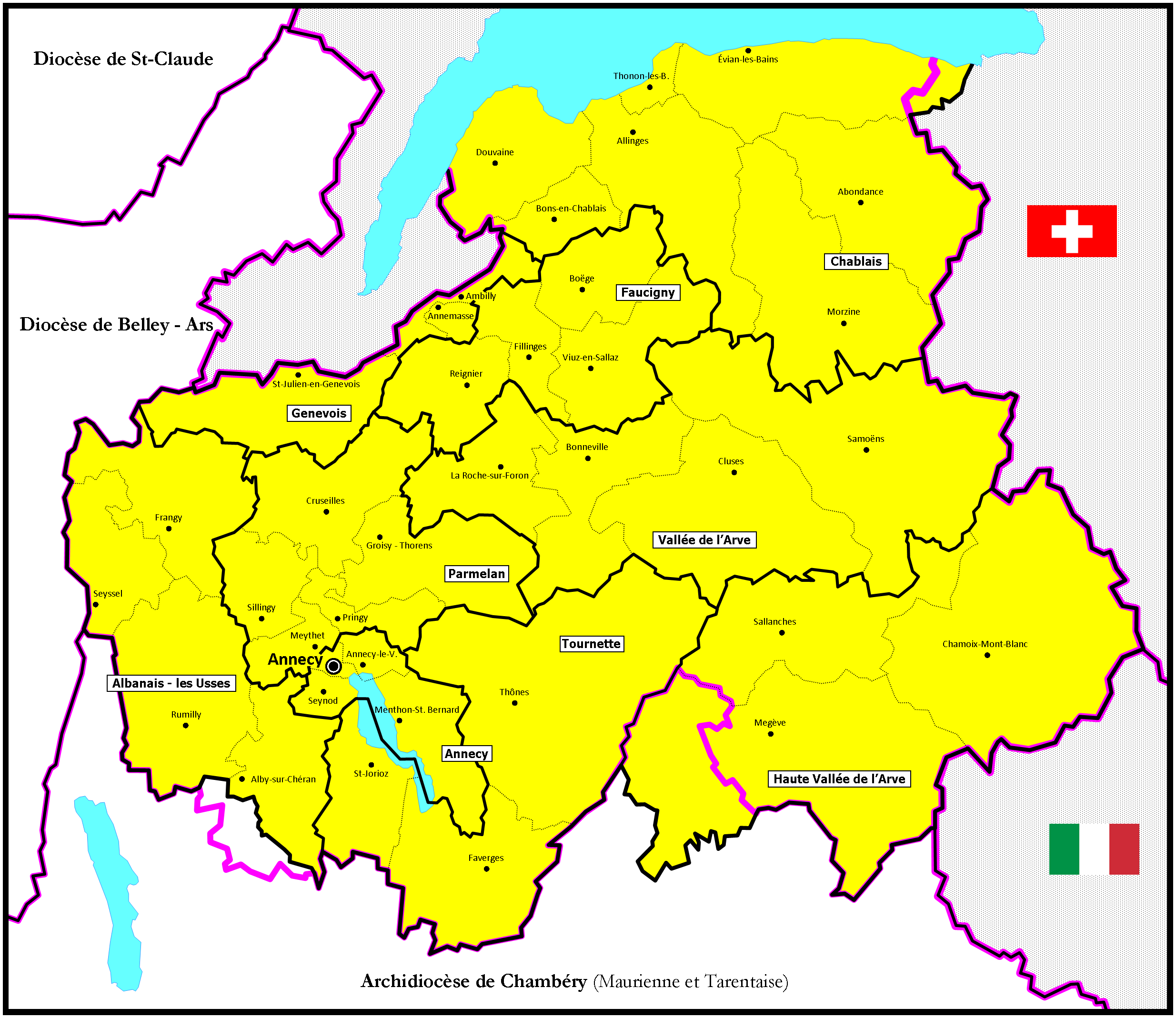
Mapa de la diócesis

La diócesis tiene 4388 km² y extiende su jurisdicción sobre los fieles católicos de rito latino residentes en el departamento de Alta Saboya, a excepción de 10 parroquias en torno a Rumilly, que pertenecen a la arquidiócesis de Chambéry-Saint-Jean-de-Maurienne y Tarentaise. Comprende además Ugine en el valle de Arly en el departamento de Saboya y la comuna de Saint-Gingolph en el cantón del Valais en Suiza.
La sede de la diócesis se encuentra en la ciudad de Annecy, en donde se halla la Catedral de San Pedro.
En 2022 en la diócesis existían 38 parroquias.

## Historia
Annecy y todo su territorio en Saboya formaba parte, antes de la Revolución francesa de la diócesis de Ginebra. Cuando la ciudad de Ginebra se hizo protestante, se impidió al obispo residir allí y con Ange Justiniani (1568-1578) Annecy se convirtió en la sede de la diócesis de Ginebra.
Tras el concordato de 1801, con la bula Qui Christi Domini del papa Pío VII del 29 de noviembre de 1801, la diócesis de Ginebra fue suprimida y su territorio fue incorporado a la diócesis de Chambéry. En 1819 Chambéry fue elevada al rango de sede metropolitana, pero perdió Ginebra y los demás territorios suizos, que fueron anexados a la diócesis de Lausana.
La diócesis de Annecy, políticamente parte del Reino de Cerdeña, fue erigida el 15 de febrero de 1822 con la bula Sollicita catholici del papa Pío VII. El pontífice reconoció la importancia de la ciudad de Annecy, por haber dado origen a dos grandes santos, Francisco de Sales y Juana Francisca Frémyot de Chantal, y por haber dado refugio durante muchos años a los obispos de la diócesis de Ginebra, de los cuales el de Annecy es su continuación.
La nueva diócesis, sufragánea de la arquidiócesis de Chambéry, estaba compuesta por 286 parroquias. Su territorio incluía el de la antigua diócesis de Ginebra, excepto: 95 parroquias en territorio francés, que desde 1817 habían sido incorporadas a la restaurada diócesis de Belley; 24 parroquias en territorio suizo, ya cedidas en 1819 a la diócesis de Lausana; y 46 parroquias, que permanecieron en Chambéry. A las 286 parroquias la bula añadió otras 2 parroquias tomadas de Lausana y Lyon.
En 1825, con motivo de la restauración de las diócesis de Saint-Jean-de-Maurienne y Tarentaise, Annecy perdió 2 parroquias frente a Tarentaise y otras 7 frente a Chambéry.
La diócesis contó, al menos hasta mediados del siglo XX, con un elevado número de sacerdotes diocesanos y religiosos. Las numerosas vocaciones favorecieron también a las congregaciones misioneras: más de 300 religiosos, originarios de la diócesis, partieron para las misiones y de ellos 20 fueron consagrados obispos. Se venera como santo a François Jacquard, que murió mártir en Huế en 1838. Hay varias congregaciones religiosas, especialmente femeninas, originarias de la diócesis, entre ellas las Hermanas de la Caridad de Santa Juana Antida Thouret, las Hermanas de la Cruz de Chavanod y las Hermanas de San José de Annecy.
El 8 de diciembre de 2002 pasó a formar parte de la provincia eclesiástica de la arquidiócesis de Lyon.

## Estadísticas
Según el Anuario Pontificio 2023 la diócesis tenía a fines de 2022 un total de 528 000 fieles bautizados.
| Año                                                                             | Población            | Población | Población      | Sacerdotes | Sacerdotes    | Sacerdotes    | Bautizados por sacerdote | Diáconos permanentes | Religiosos | Religiosos | Parroquias |
| Año                                                                             | Bautizados católicos | Total     | % de católicos | Total      | Clero secular | Clero regular | Bautizados por sacerdote | Diáconos permanentes | Varones    | Mujeres    | Parroquias |
| ------------------------------------------------------------------------------- | -------------------- | --------- | -------------- | ---------- | ------------- | ------------- | ------------------------ | -------------------- | ---------- | ---------- | ---------- |
| 1959                                                                            | 285 000              | 294 800   | 96.7           | 593        | 558           | 35            | 480                      |                      | 190        | 1130       | 309        |
| 1969                                                                            | 350 000              | 393 982   | 88.8           | 642        | 532           | 110           | 545                      |                      | 175        | 950        | 252        |
| 1980                                                                            | 394 200              | 458 350   | 86.0           | 540        | 438           | 102           | 730                      | 1                    | 129        | 940        | 320        |
| 1990                                                                            | 434 000              | 498 000   | 87.1           | 437        | 337           | 100           | 993                      | 7                    | 135        | 450        | 320        |
| 1999                                                                            | 500 000              | 594 040   | 84.2           | 338        | 278           | 60            | 1479                     | 11                   | 70         | 245        | 320        |
| 2000                                                                            | 500 000              | 591 039   | 84.6           | 310        | 260           | 50            | 1612                     | 12                   | 59         | 235        | 320        |
| 2001                                                                            | 500 000              | 622 671   | 80.3           | 300        | 255           | 45            | 1666                     | 13                   | 55         | 220        | 320        |
| 2002                                                                            | 500 000              | 622 671   | 80.3           | 281        | 241           | 40            | 1779                     | 13                   | 55         | 220        | 320        |
| 2003                                                                            | 500 000              | 622 671   | 80.3           | 269        | 239           | 30            | 1858                     | 14                   | 37         | 210        | 320        |
| 2004                                                                            | 500 000              | 622 671   | 80.3           | 248        | 213           | 35            | 2016                     | 13                   | 42         | 205        | 320        |
| 2006                                                                            | 502 000              | 626 000   | 80.2           | 258        | 200           | 58            | 1945                     | 13                   | 59         | 473        | 320        |
| 2012                                                                            | 514 800              | 717 900   | 71.7           | 200        | 174           | 26            | 2574                     | 21                   | 63         | 359        | 38         |
| 2015                                                                            | 521 400              | 727 000   | 71.7           | 159        | 134           | 25            | 3279                     | 25                   | 56         | 269        | 38         |
| 2018                                                                            | 526 460              | 734 000   | 71.7           | 121        | 109           | 12            | 4350                     | 24                   | 25         | 264        | 38         |
| 2020                                                                            | 527 150              | 735 000   | 71.7           | 124        | 97            | 27            | 4251                     | 24                   | 38         | 251        | 38         |
| 2022                                                                            | 528 000              | 829 017   | 63.7           | 105        | 80            | 25            | 5028                     | 26                   | 35         | 224        | 38         |
| Fuente: Catholic-Hierarchy, que a su vez toma los datos del Anuario Pontificio. |                      |           |                |            |               |               |                          |                      |            |            |            |

## Episcopologio
- Claude-François de Thiollaz † (21 de abril de 1822-14 de marzo de 1832 falleció)
- Pierre-Joseph Rey † (13 de junio de 1832-31 de enero de 1842 falleció)
- Louis Rendu † (25 de agosto de 1842-28 de agosto de 1859 falleció)
- Charles-Marie Magnin † (11 de diciembre de 1860-14 de enero de 1879 falleció)
- Louis-Romain-Ernest Isoard † (9 de mayo de 1879-3 de agosto de 1901 falleció)
- Pierre-Lucien Campistron † (13 de mayo de 1902[nota 3]-22 de agosto de 1921 falleció)
- Florent-Michel-Marie-Joseph du Bois de la Villerabel † (21 de noviembre de 1921-11 de mayo de 1940 nombrado arzobispo de Aix)
- Auguste-Léon-Alexis Cesbron † (30 de septiembre de 1940-13 de julio de 1962 falleció)
- Jean-Baptiste-Étienne Sauvage † (28 de septiembre de 1962-27 de septiembre de 1983 retirado)
- Hubert Marie Pierre Dominique Barbier (19 de mayo de 1984-25 de abril de 2000 nombrado arzobispo de Bourges)
- Yves Jean Marie Arsène Boivineau (7 de mayo de 2001-27 de junio de 2022 retirado)
- Yves Le Saux, Comm. l'Emm., desde el 27 de junio de 2022